# Puma GT
Para outros sentidos do termo, consulte Puma (desambiguação).
O Puma GT é um automóvel esportivo brasileiro fabricado nos anos 60, tendo sido o primeiro modelo a ser produzido com a marca Puma. Em seu período inicial de fabricação, em 1967, usando chassis e mecânica da marca DKW, por esta razão os primeiros Puma ficaram posteriormente conhecidos como Puma DKW. A Puma Veículos e Motores Ltda produziu aproximadamente 170 destes automóveis, e estabeleceu um conceito que utilizou até 1985: projetar e fabricar carroceria em fibra de vidro, montar esta carroceria sobre plataforma de veículo de passeio, com motor e suspensão modificados, para melhor desempenho, e agregar um acabamento compatível com um carro de proposta esportiva. Este conceito, além de manter o automóvel em produção durante 20 anos, viabilizou a criação de um fabricante brasileiro de automóveis e caminhões.
Com o fim das atividades da Vemag, o Puma GT passou a ter chassis de Karmann Ghia e mecânica Volkswagen a partir de 1968. Esta segunda versão do Puma GT a versão 1500, conhecida como P2, foi fabricada entre março de 1968 e 1970, também com motor e suspensão modificados, para melhor desempenho, e uma carroceria completamente redesenhada, mais moderna. Tinha como inspiração o Lamborghini Miura.
Este modelo inaugurou as linhas gerais do Puma, que foram mantidas até o final de sua produção, em 1995.
Os Pumas GT da segunda geração e os primeiros GTE são popularmente chamados de "Puma Tubarão", devido ao desenho da dianteira.

## Histórico
- Em 1966 surgiu o Puma GT (DKW), baseado no Malzoni GT, com retoques estéticos e qualidade geral melhorada.
- Em 1968, A carroceria foi completamente redesenhada, foi chamada de P2 (projeto 2), a plataforma Karmann Ghia 1500 substitui a plataforma DKW, cuja fabricação foi interrompida após a aquisição da DKW pela Volkswagen.
- Em 1970, o Puma GT é substituido pelo Puma GTE.

## Ficha Técnica

### DKW (1967)

#### Motor
DKW-Vemag S, motor usado no Fissore. Ciclo de dois tempos, três cilindros em linha com 74mm de diâmetro e 76mm de curso, volume de 981 cm³ (1000cc), taxa de compressão de 8:1, potência de 60CV SAE a 4500rpm, torque de 9 kg.m a 2500rpm, com carburador Brosol 40 CIB descendente, sistema Lubrimat para lubrificação automática (com uma polia dupla acoplada ao alternador).
Umas das características desse motor, é possuir 7 peças móveis, sendo elas 3 pistões, 3 bielas e 1 virabrequim e é o único DKW que usa bomba d'água.

#### Câmbio
Câmbio com quatro marchas à frente, sincronizadas, e uma à ré, com comando no assoalho, com embreagem de um único disco seco. As relações de transmissão são 3,82; 2,22; 1,31 e 0,91. O diferencial tem proporção de 4,38 para 1. A roda livre é idêntica a dos veículos da Vemag, mas é permanente, por se tratar de veículo esportivo.

#### Chassis
- Chassis idêntico ao dos veículos da Vemag, sendo entretanto encurtado para proporcionar menor distância entre eixos, com suspensão por molas transversais semi elípticas com separadores de polietileno e amortecedores.

#### Direção
- Direção por pinhão e cremalheira, com relação de 19,2 para 1.

#### Freios
- Freios a tambor, com freios dianteiros a disco opcionais. A área de frenagem ativa nos freios de serviço é de 715 cm². Rodas de 5,5 polegadas e pneus Pirelli 560x15 Spalla.

#### Dimensões e pesos
- Comprimento: 3,85 m
- Largura: 1,60 m
- Altura: 1,20 m
- Entre-eixos: 2,22 m
- Altura livre do solo: 17 cm
- Peso: 800 kg.

#### Desempenho
- Velocidade máxima estimada em 145 km/h;
- Velocidade máxima obtida no teste pela Revista Quatro Rodas: 142,86 km/h;
- Aceleração de 0 a 100 km/h estimada em aproximadamente 19s;
- Consumo de combustível à velocidade média de 100 km/h: 7 km/l.

### VW (P2) (1968 - 1970)

#### Motor
- Quatro tempos, 4 cilindros, opostos, refrigeração a ar,
- 1493 cm³
- Potencia 60 cv (44KW) a 4.400 rpm

#### Dimensões e pesos
- Comprimento: 3,96 m
- Largura: 1,58 m
- Altura: 1,16 m
- Entre-eixos: 2,15 m
- Material: Fibra de vidro.

#### Desempenho
- Velocidade máxima: aproximadamente 150 km/h
- Peso: entre 640 kg.

## Produção Puma GT (Brasil)
| Modelo      | Unidades fabricadas |
| DKW Puma GT | 135                 |
| GT 1500     | 423                 |